# Lachlan Dreher
Lachlan Dreher (né le 11 avril 1967 à Melbourne) est un joueur de hockey sur gazon australien. Il participe aux Jeux olympiques d'été de 1992, aux Jeux olympiques d'été de 1996 et aux Jeux olympiques d'été de 2000. En 1992, il remporte la médaille d'argent de la compétition et en 1996 et en 2000, il remporte la médaille de bronze.

## Palmarès

### Jeux olympiques
- Jeux olympiques de 1992 à Barcelone,  Espagne
  -  Médaille d'argent.
- Jeux olympiques de 1996 à Atlanta,  États-Unis
  -  Médaille de bronze.
- Jeux olympiques de 2000 à Sydney,  Australie
  -  Médaille de bronze.